# Mehboob Ali
Mehboob Ali (* 10. April 1990 in Kasur) ist ein gesperrter pakistanischer Leichtathlet, der sich auf den 400-Meter-Lauf spezialisiert hat und auch im 400-Meter-Hürdenlauf antrat.

## Sportliche Laufbahn
Erste internationale Erfahrungen sammelte Mehboob Ali bei den Südasienspielen 2016 in Guwahati, bei denen er im Hürdenlauf und mit der pakistanischen 4-mal-400-Meter-Staffel die Bronzemedaille gewann und über 400 Meter Rang fünf belegte. Er qualifizierte sich damit für die Olympischen Spiele in Rio de Janeiro, bei denen er mit 48,37 s im Vorlauf ausschied. Im Jahr darauf gewann er bei den Islamic Solidarity Games in Baku die Silbermedaille mit der Staffel und wurde im Hürdenlauf Vierter. Anschließend schied er bei den Asienmeisterschaften in Bhubaneswar in der ersten Runde aus und belegte mit der pakistanischen Staffel in 3:11,42 min Rang sieben. Er qualifizierte sich auch für die Weltmeisterschaften in London, bei denen er mit 52,24 s in der Vorrunde ausschied. Anfang September gelangte er über 400 Meter bis in das Halbfinale bei den Asian Indoor & Martial Arts Games in Aşgabat und siegte mit der pakistanischen Stafette in 3:11,40 min. Im Jahr darauf nahm er erstmals an den Asienspielen in Jakarta teil und wurde mit der Staffel in 3:08,87 min Achter und schied im Hürdenlauf mit 51,27 s im Halbfinale aus.
2019 erreichte er bei den Asienmeisterschaften in Doha in 50,94 s Achter im Hürdenlauf und schied mit 47,61 s im Halbfinale über 400 Meter aus. Anfang Dezember siegte er ursprünglich bei den Südasienspielen in Kathmandu in 50,71 s und gewann mit der Staffel in 3:08,24 min die Bronzemedaille hinter Sri Lanka und Indien. Jedoch wurde er nachträglich des Dopings überführt, seine Medaillen aberkannt und für vier Jahre bis 5. Dezember 2023 gesperrt.
2015, 2017 und 2018 wurde Ali pakistanischer Meister im 400-Meter-Hürdenlauf sowie 2017 auch mit der 4-mal-400-Meter-Staffel und 2018 im 400-Meter-Lauf.

## Persönliche Bestleistungen
- 400 Meter: 46,96 s, 21. April 2019 in Doha
  - 400 Meter (Halle): 47,02 s, 10. Januar 2018 in Islamabad (pakistanischer Rekord)
- 400 m Hürden: 50,11 s, 17. November 2018 in Islamabad